# Thanu Padmanabhan
Thanu Padmanabhan (Thiruvananthapuram, India, 10 de marzo de 1957 - Pune, India, 17 de septiembre de 2021) fue un físico teórico y cosmólogo indio cuyas investigaciones abarcaron una gran variedad de temas sobre gravitación, formación de estructuras en el universo y gravedad cuántica. Publicó cerca de 300 artículos y reseñas en revistas internacionales y diez libros en estas áreas. Realizó varias contribuciones relacionadas con el análisis y la modelización de la energía oscura en el universo y la interpretación de la gravedad como fenómeno emergente. Fue profesor distinguido en el Centro Interuniversitario de Astronomía y Astrofísica (IUCAA) de Pune (India).

## Vida y carrera
Hijo de Thanu Iyer y Lakshmi, nació el 10 de marzo de 1957 en Thiruvananthapuram (entonces Trivandrum), donde Padmanabhan fue a la escuela. Obtuvo su licenciatura (1977) y su maestría (1979) en Física en el University College de Thiruvananthapuram, que forma parte de la Universidad de Kerala.  Publicó su primer trabajo de investigación (sobre la relatividad general) cuando todavía era un estudiante de licenciatura, a la edad de 20 años.  Se incorporó al Tata Institute of Fundamental Research (TIFR) de Bombay en 1979 para realizar su doctorado y pasó a ser miembro del profesorado en 1980. Ocupó varios puestos en el TIFR de 1980 a 1992 y también pasó un año (en 1986-87) en el Instituto de Astronomía de Cambridge. Se trasladó a Pune para trabajar en el Centro Interuniversitario de Astronomía y Astrofísica en 1992 y fue su decano de programas académicos básicos durante 18 años (1997-2015).
Padmanabhan fue profesor adjunto del TIFR, el Instituto de Investigación Harish-Chandra (Allahabad), el Instituto de Investigación Raman (Bangalore) y el Instituto Indio de Ciencia, Educación e Investigación (IISER, Pune) en diferentes periodos de su carrera. Fue profesor adjunto del IISER, Mohali.
Padmanabhan fue presidente (2006-09) del Comité de Asignación de Tiempo del Radiotelescopio de Onda Métrica Gigante de la NCRA. Fue presidente (2008-11) del Comité Nacional de la Academia Nacional de Ciencias de la India. Además de asesorar al Gobierno en cuestiones políticas, también tuvo que coordinar las actividades del Año Internacional de la Astronomía 2009 en su país.
Fue elegido presidente de la Comisión de Cosmología (2009-2012) de la Unión Astronómica Internacional (UAI) y asesoró las actividades de la UAI en este campo. Fue elegido en 2011 presidente de la Comisión de Astrofísica (2011-2014) de la Unión Internacional de Física Pura y Aplicada (IUPAP)  y coordinó las actividades de la IUPAP en este ámbito. También fue profesor visitante en muchos institutos, entre ellos el Instituto Tecnológico de California y la Universidad de Princeton, y Sackler Distinguished Astronomer del Instituto de Astronomía de Cambridge. Fue elegido miembro de la Academia Mundial de Ciencias y de las tres Academias Nacionales de Ciencias de la India (la Academia Nacional de Ciencias de la India, la Academia de Ciencias de la India y la Academia Nacional de Ciencias de la India).
Además de su investigación científica, Padmanabhan trabajó activamente en la divulgación de la ciencia y dio más de 300 conferencias de divulgación científica y fue autor de más de 100 artículos de divulgación. Realizó una serie de cómics, The Story of Physics, dirigida a los escolares. Publicado por Vigyan Prasar (Nueva Delhi), se tradujo a media docena de lenguas regionales indias y se puso a disposición de las escuelas indias a un precio asequible. Para conmemorar el Año Internacional de la Astronomía (AIA) en 2009, publicó (con J. V. Narlikar y Samir Dhurde) el Diario Astronómico AIA 2009, que consta de 53 páginas ilustradas de información astronómica. En 2019, fue coautor con Vasanthi Padmanabhan de The Dawn of Science (publicado por Springer).
Estaba casado con Vasanthi Padmanabhan, doctora en astrofísica por el TIFR de Mumbai, y tenían una hija, Hamsa Padmanabhan, también doctora en astrofísica por el IUCAA de Pune.
Falleció el 17 de septiembre de 2021 a la edad de 64 años tras un ataque al corazón en su residencia de Pune. En el arXiv de física se publicó un artículo de homenaje escrito por sus antiguos estudiantes de posgrado y posdoctorales y amigos de física de la época universitaria.

## Principales premios y distinciones
Padmanabhan recibió varios premios nacionales e internacionales, entre ellos:
- Kerala Shastra Puraskaram, 2021[16]
- M. P. Birla Memorial Award, 2019[17]
- Homi Bhabha Lecturer at UK (IoP-IPA award), 2014[18]
- TWAS Prize in Physics (2011)[19]
- Infosys Science Foundation Prize for Physical Sciences (2009)[20]
- J. C. Bose National Fellowship (Science and Engineering Research Board, DST) (2008)
- INSA Vainu Bappu Gold Medal (2007)[21]
- Padma Shri (from the President of India, 2007)[22]
- Miegunah Fellowship Award (University of Melbourne, Australia, 2004)
- Homi Bhabha Fellowship (2003)
- G. D. Birla Award for Scientific Research (2003)
- Al-Khwarizmi International Award (2002)
- The Millennium Medal (CSIR, 2000)
- Shanti Swarup Bhatnagar Award (1996)[23]
- The Birla Science Prize (1991)[24]
- Young Scientist Award, (Indian National Science Academy) (1984)[25]

Sus trabajos de investigación han sido premiados en nueve ocasiones (en 1984, 2002, 2003, 2006, 2008, 2012, 2014, 2018 y 2020), incluido el Primer Premio en 2008 de la Gravity Research Foundation, de Estados Unidos.
Un estudio de Stanford de 2020, en el que se enumeran los mejores científicos en diferentes campos, situó a Padmanabhan en el puesto 24 del mundo en su área de investigación.

## Investigación
La investigación de Padmanabhan se centró en los campos de la gravitación y la cosmología, que incluye la gravedad cuántica y la naturaleza de la energía oscura. Entre 2002 y 2015, proporcionó una clara interpretación de la gravedad como un fenómeno emergente (como la elasticidad o la dinámica de fluidos) y demostró que este paradigma se extiende a una amplia clase de teorías de la gravitación, incluyendo, pero no limitándose, a la relatividad general. Padmanabhan pudo demostrar que varios aspectos peculiares de las teorías gravitacionales clásicas encuentran interpretaciones naturales en este enfoque. Esta interpretación también proporciona una solución novedosa al problema de la constante cosmológica. Dio dos ponencias en la conferencia colaborativa Oxford-Cambridge sobre "Cosmología y las constantes de la naturaleza".
Se han publicado descripciones populares (no técnicas) de la investigación de Padmanabhan en Scientific American (India), y una descripción más técnica está disponible en un artículo de la Gravity Research Foundation de 2008, que describe su trabajo del Primer Premio. Otro artículo de divulgación sobre su trabajo que apareció en una revista científica alemana, junto con la traducción al inglés, está disponible en su página web. Una entrevista a Padmanabhan realizada por George Musser sobre su trabajo puede encontrarse aquí.
En la primera parte de su carrera (1980-2001), Padmanabhan realizó importantes contribuciones a la cosmología cuántica, la formación de estructuras en el universo y la mecánica estadística de los sistemas gravitatorios. En la década de 1980, propuso una interpretación de la longitud de Planck como la "longitud de punto cero" del espaciotiempo basada en consideraciones muy generales. Este resultado, establecido por consideraciones teóricas y experimentos mentales bien elegidos, ha inspirado resultados más recientes en varios otros modelos candidatos a la gravedad cuántica. Desarrolló el método de la trayectoria compleja (en 1998) para estudiar la termodinámica de los agujeros negros, que fue un precursor del "paradigma de los túneles" que se hizo bastante popular más tarde. Fue una autoridad reconocida en el tema de la mecánica estadística de los sistemas gravitatorios y fue pionero en la aplicación sistemática de estos conceptos para estudiar la agrupación gravitatoria en un universo en expansión. Fue invitado a dar dos conferencias sobre este tema en Les houches Schools (en 2002 y 2008), dirigidas a una audiencia más amplia.  
En noviembre de 2016, Padmanabhan publicó unos estudios de investigación que abogan por un nuevo cambio de paradigma en la comprensión de la gravedad. Una cuestión clave en la gravedad cuántica radica en comprender la fase primordial, pregeométrica, del universo, de la que surge la fase clásica, geométrica, descrita por las ecuaciones de Einstein, junto con las propias nociones de espacio y tiempo. Padmanabhan introdujo la noción de Información Cósmica (llamada "CosmIn"), que permite conectar estas dos fases de forma fascinante. CosmIn, que es una cantidad conservada, mide la información total transferida desde la fase gravitatoria cuántica a la fase clásica del universo. Las consideraciones gravitacionales cuánticas defienden un valor asombrosamente sencillo para CosmIn: 4π, el número de "bits" de información en la superficie de una esfera de radio unidad. Utilizando estas consideraciones, CosmIn fue capaz de relacionar el valor numérico de la constante cosmológica -posiblemente el problema más profundo sin resolver en la física teórica actual- con la escala de energía en la que el universo realizó la transición cuántica a clásica. Es la primera vez que un modelo sin parámetros ajustables es capaz de ofrecer una explicación holística de estas dos observaciones, lo que tiene implicaciones de gran alcance para la estructura cuántica del espaciotiempo. En la revista Nautilus se ha publicado un informe no técnico sobre este último avance en la investigación de Padmanabhan.

## Publicaciones

### Libros de los que es autor
Padmanabhan es autor de varios libros de texto de nivel avanzado. Además, es autor de varios libros de divulgación científica.
- The Dawn of Science: Glimpses from History for the Curious Mind, Springer, Heidelberg (2019)
- Quantum Field Theory: The Why, What and How, Springer, Heidelberg (2016)
- Sleeping Beauties in Theoretical Physics: 26 Surprising Insights, Springer, Heidelberg (2015)
- Gravitation: Foundations and Frontiers, Cambridge University Press, Cambridge, (2010)
- An Invitation to Astrophysics, World Scientific, Singapore, (2006)
- Theoretical Astrophysics - Volume III : Galaxies and Cosmology, Cambridge University Press, Cambridge, (2002)
- Theoretical Astrophysics - Volume II : Stars and Stellar Systems, Cambridge University Press, Cambridge, (2001)
- Theoretical Astrophysics - Volume I : Astrophysical Processes, Cambridge University Press, Cambridge, (2000) - Review
- Cosmology and Astrophysics through Problems, Cambridge University Press, Cambridge, (1996) Review
- Structure Formation in the Universe,  Cambridge University Press, Cambridge, (1993) - Review
- Gravity, Gauge Theories and Quantum Cosmology, (co-authored with J.V. Narlikar), Reidel (1986)
- Quantum Themes: The Charms of the Microworld, World Scientific, Singapore, (2009)
- After the First Three Minutes - The Story of Our Universe, Cambridge University Press, Cambridge, (1998)

### Selección de artículos de revisión técnica
- Gravity and Quantum Theory: Domains of Conflict and Contact, Invited Review, IJMPD (2020) 2030001
- Do We really Understand the Cosmos?, Comptes Rendus Physique, 18 (3–4): 275–291, arXiv:1611.03505, Bibcode:2017CRPhy..18..275P. doi:10.1016/j.crhy.2017.02.001
- Emergent Gravity Paradigm: Recent Progress, Mod. Phys. Letters A, 30, 1540007 (2015)
- Statistical Mechanics of Gravitating Systems, Physics Reports, Vol.188, pp. 285–362 (1990)
- Cosmological Constant - the Weight of the Vacuum, Physics Reports, Vol. 380, pp. 235–320 (2003)
- Thermodynamical Aspects of Gravity: New insights, Reports in Progress of Physics, 73, 046901 (2010)
- Lessons from Classical Gravity about the Quantum Structure of Spacetime, J. Phys. Conf. Ser., 306:012001 (2011)
- Physical significance of Planck length, Annals of Physics, Vol. 165, pp. 38, (1985)

### Selección de artículos de divulgación científica
- The Universe Began With a Big Melt, Not a Big Bang, Nautilus, Issue 53, 5 October 2017
- Grappling with Gravity, Scientific American India, January 2011, 30-35
- The IYA Astronomical Diary - 2009, 53 illustrated pages of astronomical information, celebrating the International Year of Astronomy (2009) (with J.V.Narlikar and Samir Dhurde).
- The Story of Physics, a comic strip serialised in the magazine Science Age, from Sept. 1984 to Dec. 1986; published in book form by Vigyan Prasar, New Delhi, (2002) and now translated into several Indian regional languages.